# Benê
Benedito Leopoldo da Silva, ou simplesmente Benê (São Paulo, 28 de fevereiro de 1935 — Campinas, 6 de janeiro de 2001) foi um futebolista brasileiro que atuou como meio-campista.

## Carreira
Jogou pelo Guarani FC e Paulista FC, antes de ser contratado pelo São Paulo, em janeiro de 1961. 
Na posição de meia avançado, jogou no São Paulo até 1971, disputando 225 jogos e marcando 74 gols. Foi campeão paulista em 1970 e da 2ª Pequena Taça do Mundo (Venezuela, 1963). 
Em 1962, foi preterido da Seleção Brasileira de Futebol para disputar a Copa do Chile, sob pretexto de um sopro no coração, hipótese que os médicos do clube paulista contestaram.
Em 1968 recebeu o Prêmio Belfort Duarte, por seu comportamento profissional.